# وینتسبورک
وینتسبورک (به لاتین: Więcbork، تلفظ: [ˈvjɛnt͡sbɔrk]) یک شهرک در لهستان است که در شهرستان شمپولنو واقع شده‌است.

## خصوصیات
وینتسبورک ۴٫۳۱ کیلومترمربع مساحت و ۵٬۷۸۸ نفر جمعیت دارد.